# A Pobra de San Xiao

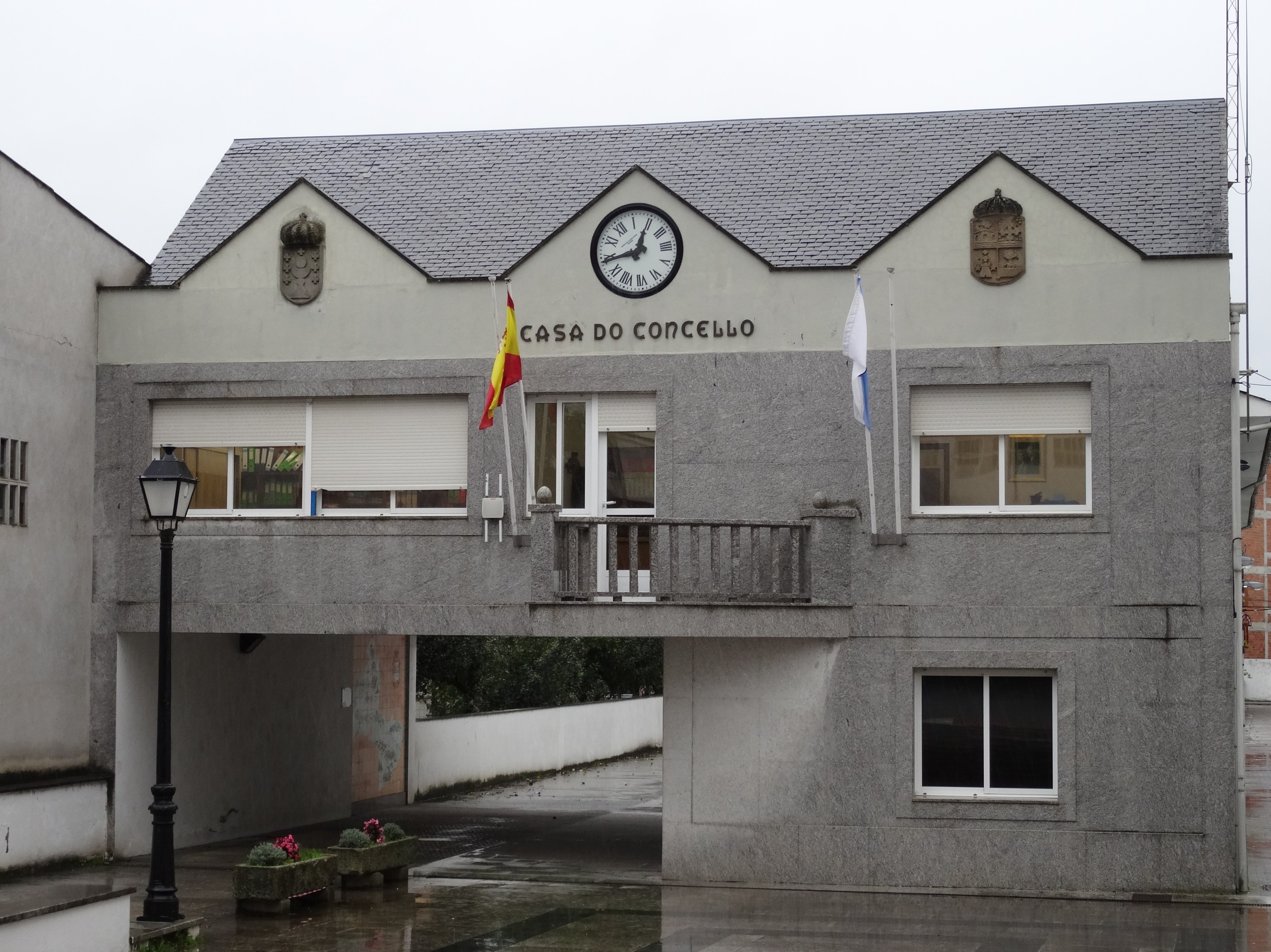
Ajuntament

A Pobra de San Xiao és una parròquia i localitat gallega, capital del municipi de Láncara, a la província de Lugo.
El 2014 tenia 744 habitants segons l'IGE, agrupats en 2 entitats de població: Ariz i A Pobra de San Xiao.
Es troba a la carretera vella que uneix Lugo amb Monforte de Lemos (LU-546). També hi passa la línia de ferrocarril que uneix Lleó i la Corunya, amb una estació actualment sense serveis.